# Perga tristis
Perga tristis – gatunek błonkówki z rodziny Pergidae.

## Taksonomia
Gatunek ten został opisany w 1935 roku przez R. Forsiusa. Jako miejsce typowe podano australijskie miasto Mount Victoria. Holotypem była samica.

## Zasięg występowania
Australia. Występuje w płd.-wsch. części kraju, w stanie Nowa Południowa Walia.